# 야누시 자렌키에비치
야누시 자렌키에비치(폴란드어: Janusz Zarenkiewicz, 1959년 8월 3일~)는 폴란드의 전 권투 선수이다. 1988년 하계 올림픽 남자 슈퍼헤비급 동메달을 획득했으며 유럽 선수권 대회에서 동메달 1개를 획득했다.